# Ardakan
Ardakan o Ardakan-e Yadz, també Ardekan, localment Erdekun (persa: اردکان), antic Artakan (‘Lloc Sagrat’ o ‘Lloc Net’) és una ciutat de l'Iran, la segona ciutat de la província de Yazd. Està a 60 km de Yezd (Yazd) i té un clima sec. La seva població el 2006 s'estimava en 52.802 habitants. Es troba a l'extrem sud del Dasht-e Kavir.

## Monuments
Els seus monuments principals són la gran mesquita (Masjed-e Jame'), la mesquita Zire-deh, Emam-Zadeh Mir Seyyed Mohammad, el Bazar Tekyeh, i les capelles de Pir-e Sabz Chek Chek, Pir Shah Eshtad Izad, Pir Shah Tashtar Izad, Pir Shah Mehr Izad, i Pir Shah Morad. Nombrosos llocs sagrats dels zoroastrians es troben al seu entorn al llogaret de Sharif-Abad, on peregrinen cada any milers de zoroastrians de tot el món.

## Economia
La seva població era de 12,270 habitants el 1950 i de 14.333 el 1966. Vers 1975 sobrepassava els 25000 dedicats a l'agricultura (cotó, pistatxo, mangranes) indústries de metall, estores, objectes diversos, i al comerç.

## Història
Podria ser l'Artacana de Claudi Ptolemeu que la descriu com una ciutat de Pàrtia al desert de Carmània, però no s'han trobar ruïnes antigues. Ibn Hàwqal assenyala una Ardakan o Adharkan al límit del Fars però altres ciutats amb el mateix nom s'esmenten a diversos llocs incloent Fars i Kirman (per exemple una Ardakan al nord de Shiraz al comtat de Qašqāī).
La primera referència segura se sota els ilkhànides quan comença a aparèixer a les històries locals de Yadz com una petita vila (quarya) del districte de Maybod. Al segle xiii s'hi va edificar un khanakah sufi. Al segle xvii apareix governada per xeics Dadaiva dels quals se'n dona una llista de noms amb algunes biografies a l'obra de Muhammada Mofid Bafqi. Era un centre agrícola i es va desenvolupar al segle xix com estació de caravanes, i va seguir progressant al segle xx. Vers 1900, en el millor moment, tenia uns 15000 habitants i estava rodejada de muralles que foren enderrocades el 1933. El 1959 una avinguda es va construir al centre de la ciutat separant la vella ciutat de la moderna. Fins a 1969 fou centre d'un bakhs i aquest any es va crear la província (shahristan) de Yadz.

## Personatges
Hi va néixer l'expresident de l'Iran Muhammad Khatami el 29 de setembre de 1943.